# Hanshagen (Upahl)
Hanshagen ist ein Ortsteil der Gemeinde Upahl im Landkreis Nordwestmecklenburg in Mecklenburg-Vorpommern (Deutschland).
Die bis dahin selbstständige Gemeinde Hanshagen wurde am 1. Januar 2011 nach Upahl eingemeindet. Zur Gemeinde gehörten die Ortsteile Blieschendorf und Sievershagen. Die Gemeinde umfasste eine Fläche 12,29 km² und hatte 391 Einwohner (Stand 31. Dezember 2009).
Hanshagen liegt sieben Kilometer südlich der Stadt Grevesmühlen und ist etwa 30 Kilometer von Wismar entfernt. Das Gebiet der früheren Gemeinde zwischen den Flüssen Stepenitz und Radegast hat ein leicht hügeliges Relief und erreicht Höhen von 80 m ü. NN.
Die Umgebung von Hanshagen wird von der Landwirtschaft bestimmt.
Die Ostseeautobahn A 20 führt nördlich von Hanshagen vorbei, der Autobahnanschluss Grevesmühlen ist ca. sechs Kilometer entfernt. In Grevesmühlen besteht Anschluss an die Bundesstraße 105 (Wismar – Lübeck), in der neun Kilometer entfernten Kleinstadt Rehna an die Bundesstraße 104 (Lübeck – Schwerin). Der nächste Bahnhof befindet sich in Grevesmühlen.

## Persönlichkeiten
- Gottlieb von Hagen (* 1595 in Hanshagen; † 1658 in Bremen), Verwaltungsjurist und Diplomat
- Heinz Bremer (1931–2001), Naturschützer, Biologe und Hochschullehrer